# Юпер
Юпе́р (болг. Юпер) — село в Разградській області Болгарії. Входить до складу общини Кубрат.

## Населення
За даними перепису населення 2011 року у селі проживали 499 осіб.
Національний склад населення села:
| Національність   | Кількість осіб | Відсоток |
| ---------------- | -------------- | -------- |
| болгари          | 399            | 89,1%    |
| цигани           | 49             | 10,9%    |
| турки            | 0              | 0%       |
| інша             | 0              | 0%       |
| не визначились   | 0              | 0%       |
| Всього відповіли | 448            |          |

Розподіл населення за віком у 2011 році:
Динаміка населення: